# Michael Berry (fizyk)
Sir Michael Berry (ur. 14 marca 1941 w Surrey) – brytyjski fizyk teoretyczny, laureat prestiżowych nagród jak Medal Lorentza, Medal Diraca (ITCP), Royal Medal i Nagroda Wolfa w dziedzinie fizyki. W 2000 roku wraz z Andriejem Gejmem (późniejszym laureatem Nagrody Nobla) otrzymał Nagrodę Ig Nobla za badania nad magnetyczną lewitacją żab.
Zajmuje się zagadnieniami z pogranicza fizyki klasycznej, mechaniki kwantowej i optyki. Odkrywca fazy Berry'ego.